# Decalogo di Knox
Il cosiddetto Decalogo di Knox è un insieme di regole per il giallo deduttivo compilato da Ronald A. Knox nel 1929 e pubblicato per la prima volta nell'introduzione curata dallo stesso Knox alla raccolta The Best Detective Stories of 1928-29. Il decalogo contiene le dieci regole che ogni romanzo poliziesco di tipo deduttivo dovrebbe rispettare per consentire anche al lettore di arrivare alla soluzione dell'enigma proposto.
Come altri autori della sua generazione, Knox era convinto che il genere giallo fosse una sorta di gioco o una sfida ludica, da giocare ad armi pari tra lo scrittore e il lettore. Secondo Knox infatti un racconto giallo:
(Ronald Knox)
Oltre a Ronald Knox, anche S.S. Van Dine ha compilato un suo insieme di regole intitolato Twenty Rules for Writing Detective Stories.

## Il decalogo
1. Il colpevole dev'essere un personaggio che compare nella storia fin dalle prime pagine; il lettore non deve poter seguire nel corso della storia i pensieri del colpevole.
2. Tutti gli interventi soprannaturali o paranormali sono esclusi dalla storia.
3. Al massimo è consentita solo una stanza segreta o un passaggio segreto.
4. Non possono essere impiegati veleni sconosciuti; inoltre non può essere impiegato uno strumento per il quale occorra una lunga spiegazione scientifica alla fine della storia.
5. Non ci dev'essere nessun personaggio cinese nella storia.[3]
6. Nessun evento casuale dev'essere di aiuto all'investigatore, né egli può avere un'inspiegabile intuizione che alla fine si dimostra esatta.
7. L'investigatore non può essere il colpevole.
8. L'investigatore non può scoprire alcun indizio che non sia istantaneamente presentato anche al lettore.
9. L'amico stupido dell'investigatore, il suo "dottor Watson", non deve nascondere alcun pensiero che gli passa per la testa: la sua intelligenza dev'essere impalpabile, al di sotto di quella del lettore medio.
10. Non ci devono essere né fratelli gemelli né sosia, a meno che non siano stati presentati correttamente fin dall'inizio della storia.